# Protestas y levantamientos en el Tíbet desde 1950
Las protestas y levantamientos en el Tíbet contra el gobierno de la República Popular China han tenido lugar desde 1950, e incluyen el levantamiento tibetano de 1959, el  levantamiento tibetano de 2008, y las subsiguientes protestas de auto-inmolación.

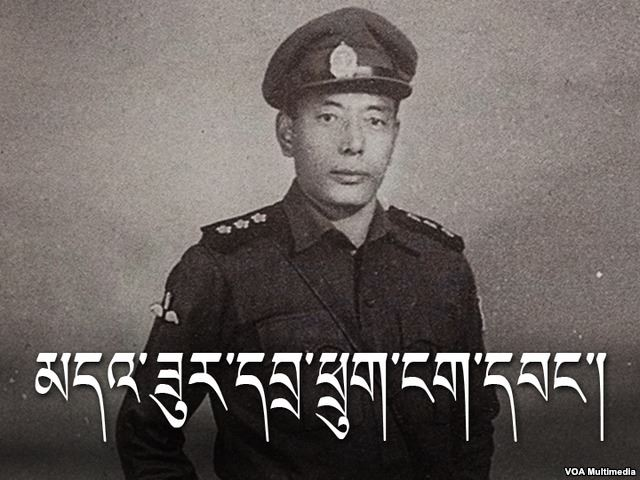
Captura de pantalla de Ratuk Ngawang con el uniforme de la Fuerza de la frontera especial del video de Voice of America Kunleng tibetano entrevista sobre Chushi Gangdruk o Four Rivers, la fuerza de resistencia tibetana de Seis gamas y su papel en el paso seguro del 14º Dalai Lama a India

A lo largo de los años, el gobierno tibetano en el exilio, el Administración Central Tibetana (CTA), ha cambiado el objetivo de su postura de resistencia de intentar una cooperación mesurada con la autonomía, a exigir la plena independencia, a buscar:
«una autonomía genuina para todos los tibetanos que viven en las tres provincias tradicionales del Tíbet en el marco de la República Popular China».
Sin embargo, no todos los tibetanos exiliados se contentan con seguir la política actual de la ACB del Enfoque del Camino Medio y muchos expresaron su frustración en 2008, en contra de los deseos del Dalai Lama, agitando por la independencia.
Con el decimocuarto Dalái Lama anunciando su retiro de la vida política justo antes de las elecciones de abril de 2011 para Primer Ministro o Sikyong, que de ahora en adelante será el líder político del Tíbet, la naturaleza de la resistencia puede estar entrando en otra fase, aunque los tres candidatos principales actualmente están a favor del enfoque de la vía media.

## Antecedentes
La geografía aislada naturalmente ha definido al Tíbet como una entidad única, sin embargo, su gobierno y estatus político han estado en constante cambio durante siglos. Los reinos menores y los estados tribales de la región se unieron por primera vez bajo Songtsen Gampo para formar el Imperio Tibetano en el siglo VII d.C. Bajo la influencia de su novia china y su primera esposa nepalí, Bhrikuti, el Emperador se convirtió al budismo y la estableció como la religión de Tíbet. Siguió un influjo de la cultura china, el alfabeto indio y los monjes budistas, combinándose con las costumbres nativas y la religión animista Bön para dar a luz lo que se ha convertido en el pueblo étnico tibetano de hoy y el budismo tibetano , también conocido como el lamaísmo.

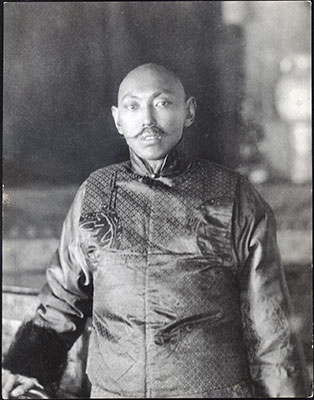
Thubten Gyatso, el 13 ° Dalai Lama fotografiado en Calcuta en 1910, quien declaró la Independencia del Tíbet en 1913 mediante una proclamación escrita

La independencia del Tíbet en 1913 por proclamación escrita. Después de la desintegración del Imperio Tibetano a mediados del siglo IX, el gobierno central fue en gran medida inexistente en la región durante 400 años. Pero el budismo sobrevivió y cuando los mongoles conquistaron la región, el budismo fue adoptado como la religión oficial de su imperio. En 1271, Kublai Khan estableció la dinastía Yuan y el Tíbet permaneció como una entidad semiautónoma dentro de ella. Desde la segunda mitad del siglo XIV hasta principios del  XVII, el Tíbet estuvo gobernado por escuelas budistas rivales. Sin embargo, fue durante este período cuando se fundó la orden Gelug en 1409 y se estableció la institución del Dalai Lama en 1569 con la «Relación de mecenas — sacerdote» y la «relación de sacerdote-patrón» entre el Altan Khan y el III Dalái Lama; a los dos primeros se les otorgó el título retroactivamente. Se dice que los Dalái Lamas son los reencarnados del Bodhisattva de la Compasión, Avalokiteśvara.
Cuando el  V Dalái Lama logró establecer el gobierno y la supremacía Gelug en el Tíbet, con la ayuda del Güshi Khan del Khoshut Khanate, fue cuando el puesto asumió el doble papel de liderazgo político y religioso; sin embargo, el noveno y duodécimo Dalái Lama murieron antes de la edad adulta. Después de la muerte de Lobsang Gyatso en 1682, que se mantuvo en secreto durante 15 años, hubo un período de anarquía e invasiones que finalmente condujo al establecimiento de  Protectorado de Qing sobre el Tíbet en 1720, que alcanzaría su punto álgido en la década de 1790 en respuesta a los ataques de Nepal, y que se renovaría en 1903, cuando la Invasión británica, y duraría hasta 1912. El Tíbet se independizó con la desaparición de la dinastía Manchu Qing y permaneció así hasta 1950.

## Resistencia temprana
En su ensayo Hidden Tibet: History of Independence and Occupation publicado por la Biblioteca de Obras y Archivos Tibetanos en Dharamsala, S.L. Kuzmin, citando las memorias del diplomático soviético A. M. Ledovsky, afirma que el 22 de enero de 1950, durante sus negociaciones con Joseph Stalin en Moscú, Mao Zedong le pidió que proporcionara un regimiento de aviación porque se preparaba para avanzar hacia el Tíbet. Stalin aprobó estos preparativos y prestó apoyo militar a los pilotos soviéticos y al personal de los aeródromos vestidos con ropa china, porque esta ayuda era ilegal. En 1950, el Ejército de Liberación Popular de la República Popular China (RPC) entró en el Tíbet y el gobierno de los Estados Unidos se puso en contacto con el hermano del Dalai Lama Gyalo Thondup, que vivía en la India, para ofrecer ayuda de los Estados Unidos, que fue rechazada. En mayo de 1951, una delegación que representaba al Dalai Lama, entonces de 15 años de edad, y encabezada por Ngapoi Ngawang Jigmei, viajó a Pekín para que se le presentara el Acuerdo de Diecisiete Puntos para la Liberación Pacífica del Tíbet, por el que se establecía una RPC [soberanía] sobre el Tíbet: asumir la responsabilidad de los asuntos exteriores del Tíbet al tiempo que se dejaba que se dejaba la gobernanza interna en manos del gobierno de Lhasa y se garantizaban las libertades religiosas. El tratado fue firmado por la delegación de Lhasa y el X Panchen Lama, quien ya había cambiado su lealtad a la RPC después de coquetear con el Kuomintang y conspirar contra el gobierno central tibetano, que todavía se negaba a reconocerlo como el verdadero Panchen Llama. Más tarde habría mucha controversia sobre la validez del acuerdo derivado de las afirmaciones de que fue firmado bajo amenaza de armas y desacuerdos sobre si los delegados tenían la autoridad para firmarlo.
En ese momento, en Lhasa, los aristócratas kutra se mezclaron con funcionarios chinos y prosperaron mediante esa asociación. Durante todo el año se organizaban fiestas mixtas, incluso por el propio Dalai Lama. La carga que supone para los agricultores y campesinos el suministro de alimentos a las tropas llevó a la escasez y al aumento de los precios, junto con los brotes de gripe y viruela, que pesaron mucho sobre la mayoría de los tibetanos, que antes solo sobrevivían de forma marginal. En Lhasa comenzaron las protestas denominadas "asambleas populares", en las que los organizadores enviaron cartas de protesta al gobierno y colocaron consignas antichinas en lugares públicos. Los líderes fueron arrestados rápidamente y las protestas sofocadas. (106-108)
A principios de 1952, Thondup regresó a Lhasa con un plan de reforma económica que incluiría la reducción de impuestos y reforma agraria. Con el acuerdo del Dalái Lama, Thondup se dedicó a implementar las reformas solo para encontrar una fuerte resistencia de la vieja guardia rica que lo calificó de comunista radical. La etiqueta despertó el interés de los chinos que lo invitaron a Pekín a estudiar, pero en vez de eso huyó a la India, donde comenzó a trabajar con la CIA para formar y entrenar una insurgencia tibetana. Una vez más, los EE.UU. intentaron convencer al Dalai Lama de que hiciera lo mismo con una oferta de "ayuda y asistencia completas", pero él se negó.
El Dalai Lama vio la necesidad de modernizar el Tíbet y estaba abierto al marxismo y expresó su ideario de la siguiente forma:

Sólo cuando fui a China en 1954-55 estudié la ideología marxista y aprendí la historia de la revolución china. Una vez que entendí el marxismo, mi actitud cambió completamente. Me atrajo tanto el marxismo que incluso expresé mi deseo de ser miembro del Partido Comunista. El Tíbet de entonces era muy, muy atrasado [...] El marxismo hablaba de autosuficiencia, sin depender de un creador o de un Dios. Eso fue muy atractivo. [...] Sigo pensando que si un verdadero movimiento comunista hubiera llegado al Tíbet, el pueblo se habría beneficiado mucho. En vez de eso, los comunistas chinos trajeron al Tíbet la llamada liberación[...] Comenzaron a destruir monasterios y a matar y arrestar lamas.

En el viaje de regreso del líder tibetano de su año en China, Khampa y Amdowa los líderes del clan informaron a su jefe de personal de sus planes de rebelarse contra los chinos en retribución por la confiscación de tierras y los ataques a los monasterios. Pero todo estaba relativamente tranquilo en Lhasa y en abril de 1956 recibió a una delegación china para inaugurar el Comité Preparatorio de la Región Autónoma del Tíbet: un comité de 51 personas compuesto en su mayoría por tibetanos. Mientras tanto, la rebelión abierta comenzó con la masacre de una guarnición Comunista en Kham que dejó un estimado de 800 muertos chinos, provocando ataques aéreos que mataron a más tibetanos. Además, la CIA se reunió con los dos hermanos del Dalai Lama Thubten Jigme Norbu y Gyalo Thondup en la India y se ofreció a entrenar a un grupo piloto de seis kampas en guerra de guerrillas y comunicaciones por radio en Saipán. Fueron sacados de contrabando del Tíbet y más tarde serían lanzados en paracaídas para entrenar a otros e informar a la CIA sobre el progreso y las necesidades de la insurgencia.
Según el Dalai Lama, su visita a la India en noviembre de 1956, durante la cual se reunió con "luchadores por la libertad" tibetanos, entre ellos dos de sus hermanos mayores, "arruinó las buenas relaciones con China". Los exiliados le animaron a quedarse y unirse a su lucha por la independencia, pero el primer ministro indio Jawaharlal Nehru le advirtió que la India no podía ofrecer apoyo. El primer ministro chino Zhou Enlai, que también se encontraba en Delhi, le aseguró la decisión de Mao de posponer seis años más las reformas en el Tíbet. Tanto Nehru como Enlai aconsejaron al Lama que volviera a Lhasa.
.

Chushi Gangdruk flag

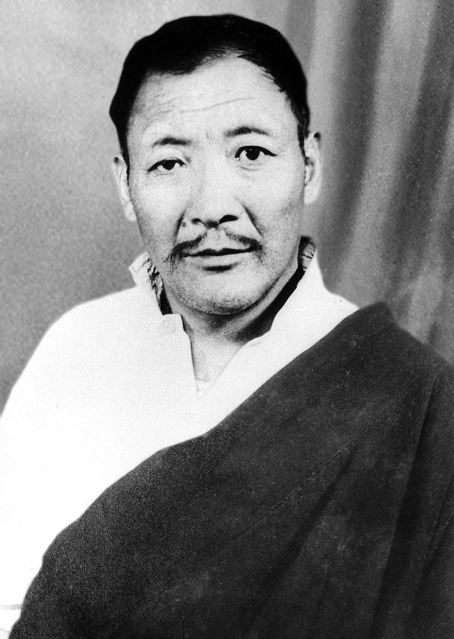
Andrug Gompo Tashi comúnmente conocido como "Gonpo Tashi" Andrugtsang antes de 1959

Aunque los chinos dejaron las reformas, continuaron las operaciones militares en las zonas en rebelión, lo que provocó que miles de refugiados se reunieran alrededor de Lhasa. En julio de 1957, el Dalai Lama celebró una gran ceremonia en el Palacio Potala, durante la cual aceptó un trono de oro y una petición de los representantes del movimiento  Chushi Gangdruk y, a cambio, les dio un toque de bendición en la frente y les entregó un talismán. Pronto se convertirían en "Defensores del Ejército de Voluntarios de Fe" de 5000 hombres bajo el liderazgo de Gompo Tashi Andrugtsang que lucharía contra los chinos durante años. Sin embargo, en septiembre de 1957, cuando los dos primeros aprendices de la CIA entraron en el Tíbet para entregar un mensaje de la CIA ofreciendo apoyo al líder tibetano, fue rechazado. La segunda gota de cuatro hombres fue desastrosa: solo uno logró escapar con vida. Mientras tanto, para 1958, el ejército de Gompo lo estaba haciendo bastante bien tomando el control de grandes porciones del Tíbet central.
"Al atardecer del 9 de marzo, miles de hombres, mujeres y niños comenzaron a reunirse fuera de las paredes del Palacio de Verano": El 10 de marzo de 1959, la multitud rodeó el palacio de verano en respuesta al temor de que el Ejército Comunista de Liberación Popular de China (EPL) planeaba arrestar al Dalai Lama en "una representación teatral en el campo militar chino de Silling-Bhuk"." La gente estaba decidida a no permitir que el Dalai Lama saliera del palacio del Dalai Lama Norbulingka. Algunos miembros de la multitud atacaron a funcionarios tibetanos que se creía que eran colaboradores chinos. Tenpa Soepa, que estaba en una casa la noche del 10 de marzo cerca de Norbulingka, dijo: "Cuando llegué a la puerta, encontré a Kalon Sampho inconsciente". Sampho, "...había llegado a Norbulinka [sic] en un coche con su guardaespaldas chino. Se bajaron del coche y cuando la multitud vio a la guardia china empezó a tirar piedras." "Phakpalha Khenchung... había sido asesinada por los manifestantes. Era un funcionario del gobierno, y se rumoreaba que tenía una relación muy estrecha con los chinos."
El general del EPL Tan Kuan-sen consideraba que el Dalai Lama estaba en peligro y le ofreció refugio si podía llegar al campamento chino. Declinó la oferta. Una semana después de la pelea, el general ordenó dos disparos de mortero hacia el palacio. En ese momento, el Dalai Lama decidió que había llegado el momento de escabullirse por las montañas, con un grupo muy pequeño, que llegaba unos días más tarde a la frontera con la India. El gobierno de Nehru le concedió asilo con la estipulación de que no haría política en suelo indio. Mientras tanto, Enlai disolvió el gobierno tibetano y nombró al Comité Preparatorio para la Fundación de la Región Autónoma del Tíbet para que ocupara su lugar. En 1959, Tenpa Soepa y otros prisioneros de guerra cerca de Toema en Amdo dijeron: "A lo largo del camino podíamos ver por qué nuestros guardias estaban tan nerviosos. Vimos muchos puestos de guardia quemados e incluso algunos tanques que fueron destruidos por los tibetanos guerillas. Se trataba de Amdo, donde la guerra de guerrillas había durado años.".
Mientras tanto, Enlai disolvió el gobierno tibetano y nombró al Comité Preparatorio para la Fundación de la Región Autónoma del Tíbet para que ocupara su lugar. En 1959, Tenpa Soepa y otros prisioneros de guerra cerca de Toema en Amdo dijeron: "A lo largo del camino podíamos ver por qué nuestros guardias estaban tan nerviosos. Vimos muchos puestos de guardia quemados e incluso algunos tanques que fueron destruidos por los guerrilleros tibetanos. Se trataba de Amdo, donde la guerra de guerrillas había durado años.".

## Levantamiento tibetano de 1959
Una vez en el exilio, el discurso del Dalai Lama cambió de autonomía cooperativa a independencia. Citó el «Acuerdo» de 17 puntos como prueba de la reivindicación de soberanía del Tíbet, al tiempo que lo declaró nulo porque los chinos lo habían violado y porque, según él, había sido firmado bajo coacción. También dejó claro que estaba a favor de las reformas económicas, sociales y políticas, pero que los chinos no habían actuado de buena fe. Cerró su primera conferencia de prensa en la India en abril de 1959 estableciendo sutilmente el gobierno en el exilio declarando, "dondequiera que esté acompañado por mi gobierno, el pueblo tibetano reconocerá al gobierno del Tíbet." La Asamblea General de la ONU respondió aprobando tres resoluciones en la primera mitad de la década en las que se pedía "el respeto de los derechos humanos fundamentales del pueblo tibetano y de su vida cultural y religiosa distintiva" y se reconocía el derecho del pueblo tibetano a la autodeterminación. EE.UU. respondió de forma diferente.

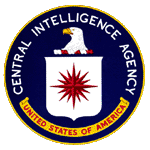
Durante toda la década de 1960, la CIA proporcionó al gobierno tibetano en el exilio 1.7 millones de dólares para las operaciones de guerrilla y 180 000 para los centros culturales y grupos de presión internacionales.

En julio de 1958 habían comenzado las entregas de armas a los Chushi Gangdruk, la CIA había trasladado a los aprendices de la guerrilla tibetana a Camp Hale en Colorado, EE.UU. (donde una comunidad tibetana aún reside hoy en día), y se habían reclutado oficiales de despachos de paracaidistas de entre los saltadores de humo del Servicio Forestal de Montana de los EE.UU., a los que se conoció con el nombre de la "Mafia de la Misisia de la Missoula". "Muchos de los pilotos y miembros de la tripulación del CAT eran emigrantes de Europa del Este que habían firmado con la CIA, pero algunos también eran "saltadores de humo" - bomberos que saltaban en paracaídas a las llamas de los incendios forestales - del oeste americano. Los saltadores de humo habían sido especialmente reclutados debido a su habilidad para abrazar cimas, volar y hacer paracaidismo en terrenos montañosos. Debido a que muchos vinieron de Montana, los saltadores de humo fueron apodados la "Mafia de Missoula", pero según Thundrop, el Dalai Lama no supo de la participación de la CIA hasta que llegó a la India.
Mientras anunciaba su paradero, los rebeldes khampa fueron recibidos por masivas fuerzas chinas y casi fueron aniquilados. Mientras pasaban varios meses reagrupándose, Estados Unidos no logró formar una coalición de naciones dispuestas a reconocer al gobierno tibetano en el exilio o incluso a encontrar países que acogieran al Dalai Lama en una gira para explicar su causa.
En otoño, la CIA lanzó en paracaídas a cuatro grupos de aprendices del Campamento Hale dentro del Tíbet. El primero fue recibido por los chinos y los hombres huyeron para salvar sus vidas. Dos grupos llegaron a salvo e incluso facilitaron la entrega de armas, pero los chinos se dieron cuenta de que todos los miembros del equipo y miles de familias khampa fueron masacrados en un mes. El entrenamiento de la guerrilla de la CIA no tuvo en cuenta que los guerreros khampa viajaban con su familia y su ganado a cuestas. El cuarto grupo tuvo la misma suerte. Llegaron, recibieron armas, se les unieron dos equipos más, pero en febrero de 1960 los chinos los mataron junto con otros 4.000 combatientes rebeldes y sus partidos. Un último grupo fue eliminado en 1961, pero todos menos uno murieron solo tres meses después del aterrizaje. El sobreviviente fue capturado y como él dice, torturado, hasta que contó toda la historia de Colorado. Fue puesto en libertad en 1979.
A propuesta de Thundop y Gompo Tashi a principios de 1960, se estableció una base guerrillera tibetana en Mustang, Nepal, donde unos 2000 khampa, en su mayoría de origen étnico, se amontonaron de manera tan desordenada que el primer año fue un desafío para la supervivencia, dado que Estados Unidos no pudo conseguir suministros de alimentos debido a la suspensión de los sobrevuelos a causa del incidente U-2. Para la primavera de 1961, las unidades guerrilleras Mustang habían iniciado incursiones a lo largo de un tramo de 250 millas dentro del Tíbet. Además, unos 12.000 tibetanos se unieron finalmente a la Special Frontier Force que vigilaba la frontera entre China y la India. Pero a medida que pasaron los años sin que se establecieran bases en el Tíbet, el entusiasmo de los Estados Unidos por los combatientes de Mustang disminuyó y, en 1965, las armas, ya de por sí escasas e insuficientes, cesaron de disminuir, lo que dejó a una guerrilla envejecida y escasamente armada, sumida en una situación de extrema penuria. Los 25 pequeños equipos de tibetanos entrenados por Colorado que fueron enviados al Tíbet de 1964 a 1967 en misiones de investigación no tuvieron mejor suerte. Solo dos de ellos pudieron operar en el país durante más de dos meses, sin encontrar apoyo de sus compatriotas.
Mientras tanto, la CIA proporcionó el dinero del gobierno en el exilio para abrir oficinas en Ginebra y Nueva York, para organizar el reasentamiento de los huérfanos tibetanos en Suiza y para educar a unas cuantas docenas de tibetanos en la Universidad de Cornell. Para cuando Nixon llegó a la Casa Blanca, la CIA ya había informado a Thundrop que estaban terminando el apoyo. (296) Años después, él tendría esto que decir sobre el asunto:

América no quería ayudar al Tíbet. Sólo quería causar problemas a China. No tenía una política con visión de futuro para el Tíbet[....] Los estadounidenses prometieron ayudar a convertir el Tíbet en un país independiente. Todas esas promesas se rompieron... No puedo decir que la ayuda de la CIA fuera útil... realmente provocó a los chinos[y] condujo a represalias. Me siento muy apenado por esto.

Según la autora y erudita Carole McGranahan de la Universidad de Colorado, hoy en día la historia de la resistencia tibetana es minimizada a propósito, no celebrada e incluso ignorada por el gobierno tibetano en el exilio, ya que no encaja bien en la imagen global que desea proyectar y en la actual posición oficial de buscar una coexistencia pacífica con China.

## Enfoque del camino medio
Según la oficina del Dalai Lama, la esencia del enfoque de la vía media busca la coexistencia basada en la igualdad y la cooperación mutua. Es una:

posición no partidista y moderada que salvaguarda los intereses vitales de todas las partes interesadas - para los tibetanos: la protección y preservación de su cultura, religión e identidad nacional; para los chinos: la seguridad e integridad territorial de la madre patria; y para los vecinos y otras terceras partes: fronteras pacíficas y relaciones internacionales.

Las semillas del Enfoque del Medio Camino fueron cosidas a principios de la década de 1970 en una serie de consultas internas del gobierno y externas. El Dalai Lama se sintió alentado en 1979 cuando Deng Xiaoping le dijo a su hermano Gyalo Thondup que "excepto la independencia, todas las demás cuestiones pueden resolverse mediante negociaciones". El Dalai Lama aceptó negociar una solución pacífica y mutuamente beneficiosa en lugar de luchar por restaurar la independencia. Envió tres misiones de investigación al Tíbet y escribió a Deng Xiaoping una larga carta personal antes de que sus representantes viajaran a Pekín en 1982 para iniciar las negociaciones. Sin embargo, informaron que sus homólogos chinos no estaban interesados en discutir la situación en el Tíbet, solo el estatus personal y el futuro del 14º Dalai Lama. Sin embargo, durante la década de 1980, el Dalai Lama enviaría 6 delegaciones a China. En 1987, ante los Estados Unidos, el Dalai Lama presentó el Plan de Paz de Cinco Puntos como un "primer paso hacia una solución duradera".

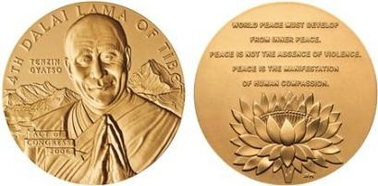
Medalla de oro del Congreso otorgada a "Tenzin Gyatso, el decimocuarto Dalai Lama del Tíbet". El reverso lo cita: "La paz mundial debe desarrollarse desde la paz interior. La paz no es la ausencia de violencia. La paz es la manifestación de la compasión humana."

1. Transformación de todo el Tíbet en una zona de paz;
2. El abandono de la política de transferencia de población de China, que amenaza la existencia misma de los tibetanos como pueblo;
3. Respeto por los derechos humanos fundamentales y las libertades democráticas del pueblo tibetano;
4. Restauración y protección del medio ambiente natural del Tíbet y el abandono del uso del Tíbet por parte de China para la producción de armas nucleares y el vertido de residuos nucleares;
5. Inicio de negociaciones serias sobre el futuro estatuto del Tíbet y las relaciones entre los pueblos tibetano y chino.

Al año siguiente, el Dalai Lama se dirigió al Parlamento Europeo y ofreció lo que más tarde se llamó la Propuesta de Estrasburgo de 1988, en la que se elaboraba el enfoque de la vía media y una visión de la reconciliación, parecida a lo que algunos historiadores dicen que es una relación entre China y el Tíbet. La propuesta pide básicamente la creación de un Tíbet democrático con plena soberanía sobre sus asuntos internos y sobre los asuntos exteriores apolíticos, con China conservando su responsabilidad sobre la política exterior del Tíbet y manteniendo temporalmente su presencia militar.

Las reuniones periódicas entre los enviados de la Administración Central Tibetana y el gobierno chino eran, según Tundrop, "como aplausos de una mano" y por eso la CTA los suspendió en 1994. Se reanudaron a un ritmo de uno por año entre 2002 y 2008. En 2008, en la octava ronda de conversaciones, los enviados de la CTA presentaron un documento titulado Memorando sobre la Autonomía Genuina del Pueblo Tibetano y unaNota en respuesta a la declaración del gobierno chino en la que se preguntaba qué grado de autonomía buscan los tibetanos. El Memorándum establece que "para que la nacionalidad tibetana se desarrolle y florezca con su propia identidad, cultura y tradición espiritual a través del ejercicio del autogobierno sobre las necesidades básicas tibetanas antes mencionadas11, toda la comunidad, que comprende todas las áreas designadas en la actualidad por la RPC como áreas autónomas tibetanas, debe estar bajo una sola entidad administrativa. Además, menciona que "reunir a todos los tibetanos que actualmente viven en zonas autónomas tibetanas designadas dentro de una sola unidad administrativa autónoma está totalmente de acuerdo con el principio constitucional (chino) contenido en el artículo 4, también reflejado en la Ley de Autonomía Nacional RegionalLRNA (artículo 2), que establece que:
"la autonomía regional se practica en zonas donde viven personas de nacionalidades minoritarias en comunidades concentradas".
Según la Administración Central Tibetana, el «Enfoque del Medio Camino» goza de un amplio apoyo de la comunidad internacional. En 2008, un grupo de 29 disidentes chinos instó a Pekín a entablar un diálogo directo con el líder espiritual exiliado del Tíbet, el Dalai Lama. En junio de 2012, el parlamento europeo en Estrasburgo aprobó una resolución elogiando a la nueva dirección del CTA por su compromiso de resolver la cuestión del Tíbet a través de un enfoque de vía media. El Presidente de los EE.UU., Barack Obama, tras reunirse con el Dalai Lama el 21 de febrero de 2014, emitió una declaración en la que aplaudía el compromiso del Dalai Lama con la no violencia y el diálogo con China y su búsqueda del enfoque de la vía media.
El 5 de junio de 2014, la Administración Central Tibetana lanzó una campaña internacional de concienciación sobre el enfoque de la vía media. Según CTA, la campaña fue para contrarrestar los intentos deliberados del gobierno chino de difundir información errónea sobre el enfoque del Middle Way. Durante la campaña, CTA creó una serie de documentos en , , documentales y manejos de medios de comunicación social.

### Críticas
The Middle Way Approach ha sido criticado por Elliot Sperling como parte de un "autoengaño" mayor de la CTA. The Tibetan Review señala cómo el Kashag "elimina de manera efectiva incluso las voces más claras para la independencia".

## Levantamientos en 2008
Los estallidos esporádicos y aislados de los tibetanos contra los chinos continuaron especialmente durante los disturbios tibetanos [1987-1989, entre septiembre de 1987 y marzo de 1989] en las zonas tibetanas de la RPC. Pero no fue hasta 2008 que estalló un levantamiento a gran escala y coordinado que coincidió con las protestas internacionales que acompañaron al «relevo de antorchas de los Juegos Olímpicos de Verano de 2008» que terminaría en Pekín, donde se celebraron los Juegos Olímpicos de Verano de 2008.
Lo que originalmente comenzó como una celebración anual del Día del Levantamiento Tibetano se convirtió en protestas callejeras por parte de un gran número de monjes de varios monasterios durante varios días. El control de multitudes y los arrestos intensificaron las tensiones y finalmente desencadenaron un disturbio por parte de miles de tibetanos en la sección Ramoche de Lhasa el 14 de marzo de 2008. Cuando la policía huyó del lugar, los alborotadores saquearon e incendiaron más de 1200 tiendas, oficinas y residencias chinas y prendieron fuego a casi 100 vehículos. Al final, se estima que 22 personas murieron y 325 resultaron heridas, la mayoría Han. El daño total se estimó en 40 millones de dólares. Finalmente, los paramilitares Policía Armada Popular fueron enviados y entre 50 y 100 alborotadores tibetanos fueron asesinados antes de que las cosas se calmaran. Mientras tanto, en la provincia de Gansu, una manifestación de 400 monjes fue recibida por la fuerza que provocó disturbios por parte de más de 5000 tibetanos que volvieron a incendiar los establecimientos de los Han locales y de la población Hui antes de que llegaran las fuerzas de seguridad.

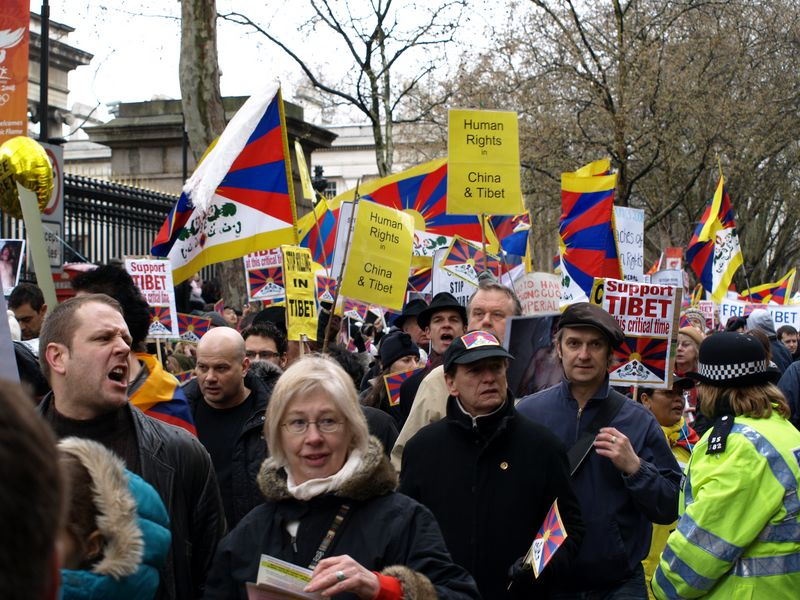
Protestantes pro-tibetanos en el Olympic Torch Relay London 2008

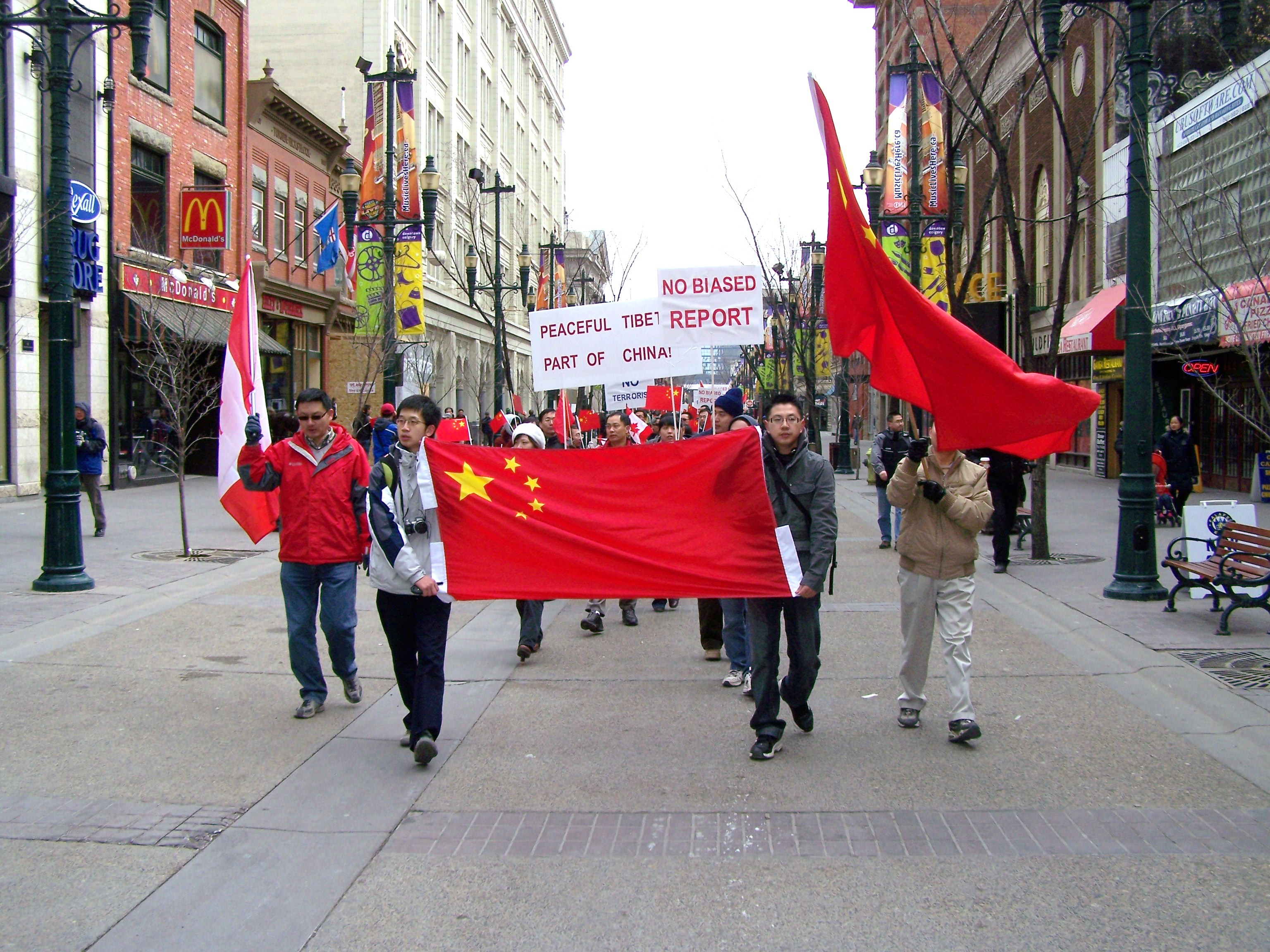
Manifestación pro china en el Relevo de la Antorcha Olímpica en Calgary 2008

El presidente tibetano del gobierno de la RAT Jampa Phuntsok, que se encontraba en Pekín en ese momento, dijo a la prensa extranjera que el personal de seguridad de Lhasa había mostrado una gran moderación y no utilizó la fuerza letal. Sin embargo, fue el presidente del Partido Comunista Chino quien fue enviado al Tíbet para hacer frente a la situación y los funcionarios tibetanos permanecieron en otras provincias. Finalmente, 90 lugares estallaron en protestas. Sus eslóganes comunes y sus banderas tibetanas indicaban deseos de independencia o autonomía.
Al mismo tiempo, en la India, una coalición de organizaciones tibetanas de exiliados. (YTC), Asociación de Mujeres Tibetanas, el movimiento de prisioneros políticos tibetanos, Estudiantes por un Tíbet Libre y Partido Democrático Nacional del Tíbet -denominándose a sí mismo Movimiento de Levantamiento del Pueblo Tibetano (TPUM) lanzó una "Marcha de Regreso al Tíbet" el 10 de marzo. Portando banderas tibetanas y haciendo un llamamiento a la independencia, planean llegar al Tíbet a pie justo a tiempo para la apertura de los Juegos Olímpicos. Tanto India como Nepal recordaron al Dalai Lama que la bienvenida de los tibetanos en la zona se basaba en el acuerdo de no realizar maniobras políticas contra China desde sus territorios. El gobierno de Dharamsala se reunió con los manifestantes. Cuando estaba claro que los manifestantes continuarían su marcha, fueron arrestados por las autoridades estatales en el norteño estado indio de Uttarakhand el 28 de marzo.

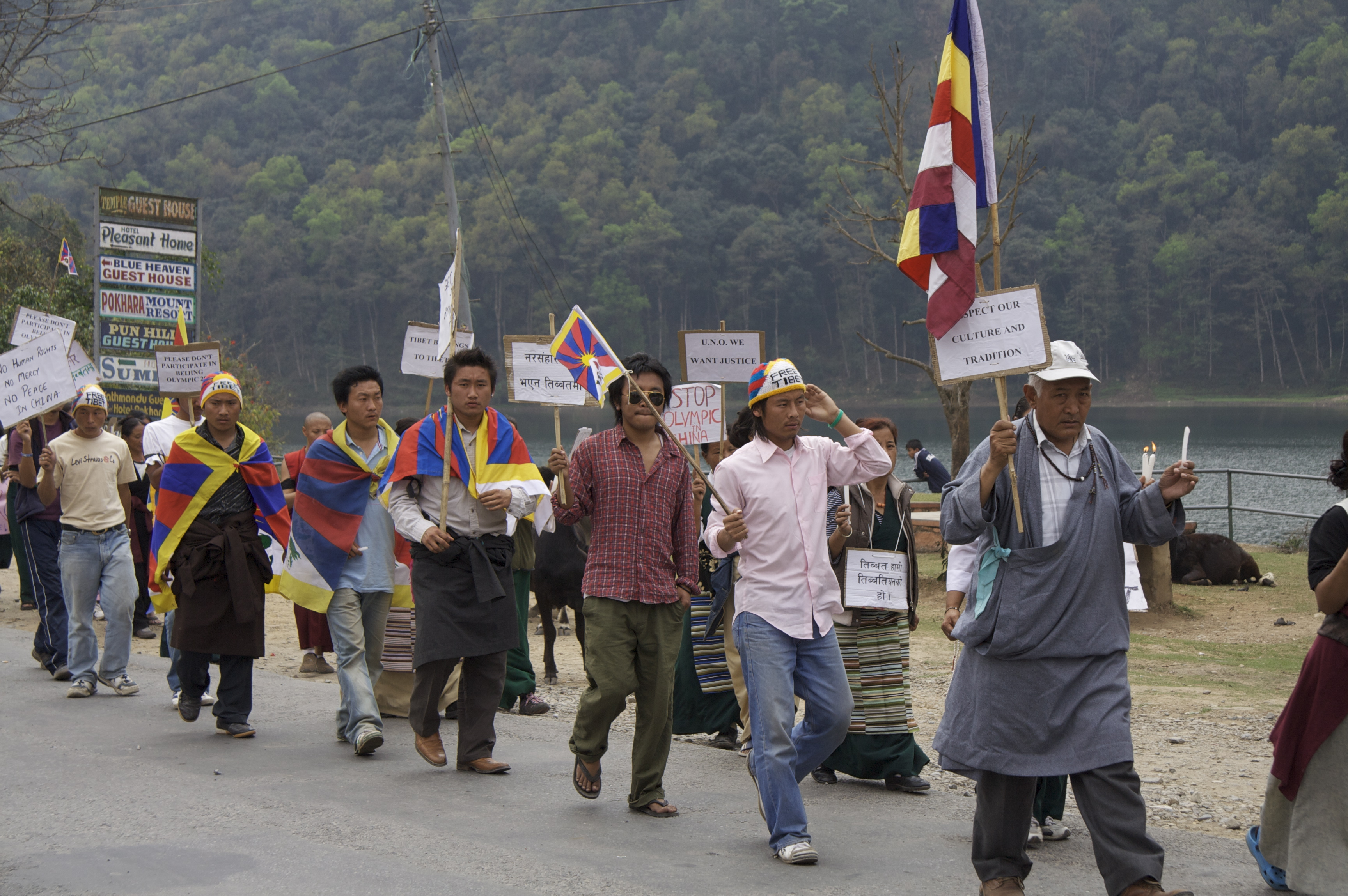
Protesta de tibetanos en Pokhara, Nepal 2008

El 24 de marzo de 2008, el relevo de la antorcha olímpica comenzó su ruta de 137.000 km. Los exiliados tibetanos y sus partidarios en París, Londres, San Francisco, Nueva Delhi, Islamabad, Yakarta, Seúl, etc., utilizaron el evento para organizar protestas. En algunos lugares fueron recibidos por chinos locales y otros contramanifestantes. El fiasco causó que el Comité Olímpico Internacional prohibiera el relevo internacional de la antorcha en el futuro.
El gobierno chino culpó a la "camarilla de los Dalai" por el levantamiento, la marcha y las protestas olímpicas y llamó a TYC una organización terrorista preparada para iniciar una guerra de guerrillas una vez que haya cruzado la frontera. La RPC publicó artículos denunciando las diversas tramas y actividades históricas de los exiliados tibetanos, así como la financiación de EE.UU. a los activistas tibetanos a través del National Endowment for Democracy.
El Dalai Lama negó que su gobierno tuviera algo que ver con las protestas olímpicas y dijo que no abogaba por un boicot de los juegos. Hizo un llamamiento a los manifestantes para que se abstuvieran de toda violencia, y concedió entrevistas para aclarar que sus objetivos no eran en la actualidad buscar la independencia de China. El Dalai Lama amenazó con dimitir por la desobediencia de TPUM a la política oficial de no violencia y genuina autonomía tibetana. Al final, la presión internacional llevó finalmente a los representantes de la RPC a reanudar las conversaciones no oficiales con sus homólogos de Dharmsala.

## Protestas de autoinmolación
Hasta el 15 de junio de 2012 ha hubo 38 auto-inmolaciones por monjes y monjas tibetanas en China desde el 27 de febrero, 2009 cuando Tapey, un joven monje de Monasterio Kirti se prendió fuego en la plaza del mercado de Ngawa City, Ngawa County, Sichuan. Algunos de los manifestantes que se prendieron fuego eran adolescentes. La mayoría de estos incidentes han tenido lugar en la provincia de Sichuan, especialmente alrededor del Monasterio Kirti en la ciudad de Ngawa, condado de Ngawa, Sichuan, otros en Gansu y [Qinghai]] provincias y Región Autónoma del Tíbet. Las protestas de auto-inmolación de los tibetanos también ocurrieron en la India and Katmandú, Nepal. En 2011 se produjo una ola de autoinmolaciones por parte de los tibetanos en China, India y Nepal tras el «incidente de autoinmolación de Phuntsog» del 16 de marzo de 2011 en el condado de Ngawa, Sichuan. El Dalai Lama ha dicho que no anima las protestas, pero ha elogiado el coraje de aquellos que se autoinmolan y acusó de autoinmolación al "genocidio cultural" de los chinos. El primer ministro Wen Jiabao dijo que tales acciones extremas dañan la armonía social y que el Tíbet y las áreas tibetanas de Sichuan son parte integral del territorio chino. De acuerdo con The Economist, las autoinmolaciones han provocado que la actitud del gobierno se endurezca.
Las autoinmolaciones de los tibetanos que protestan contra la dominación china del Tíbet han tenido un mayor impacto que las protestas anteriores; a pesar de la considerable pérdida de vidas durante las protestas tibetanas de 2008 por parte de la población tibetana y de los han en el Tíbet, el gobierno chino simplemente no informó de las víctimas. Las auto-inmolaciones, por otro lado, resultan en imágenes dramáticas del manifestante mientras quemaba o después que pueden ser fácilmente transmitidas a través de Internet a los medios de comunicación y a los partidarios. El acceso a Internet ha llegado incluso a zonas remotas en las partes de China donde viven tibetanos.

## La violencia sectaria tibetano-musulmanes
En el Tíbet, la mayoría de los musulmanes son gente Hui. La tensión entre tibetanos y musulmanes proviene de los acontecimientos durante el gobierno del señor de la guerra musulmán Ma Bufang en Qinghai, tales como las rebeliones de Ngolok (1917-49) y la guerra sino-tibetana. En el pasado se han producido disturbios entre musulmanes y tibetanos. La represión del separatismo tibetano por parte del gobierno chino está apoyada por los musulmanes hui. Además, los Hui de habla china tienen problemas con los Hui tibetanos (la minoría de musulmanes de habla tibetana Kache).
La puerta principal de la mezquita principal de Lhasa fue quemada por los alborotadores tibetanos que intentaban asaltar el edificio mientras que los musulmanes chinos Hui fueron violentamente agredidos y sus tiendas y restaurantes destruidos en el La violencia sectaria entre budistas tibetanos y musulmanes no recibe una gran atención en los medios de comunicación.

## Nuevo liderazgo tibetano

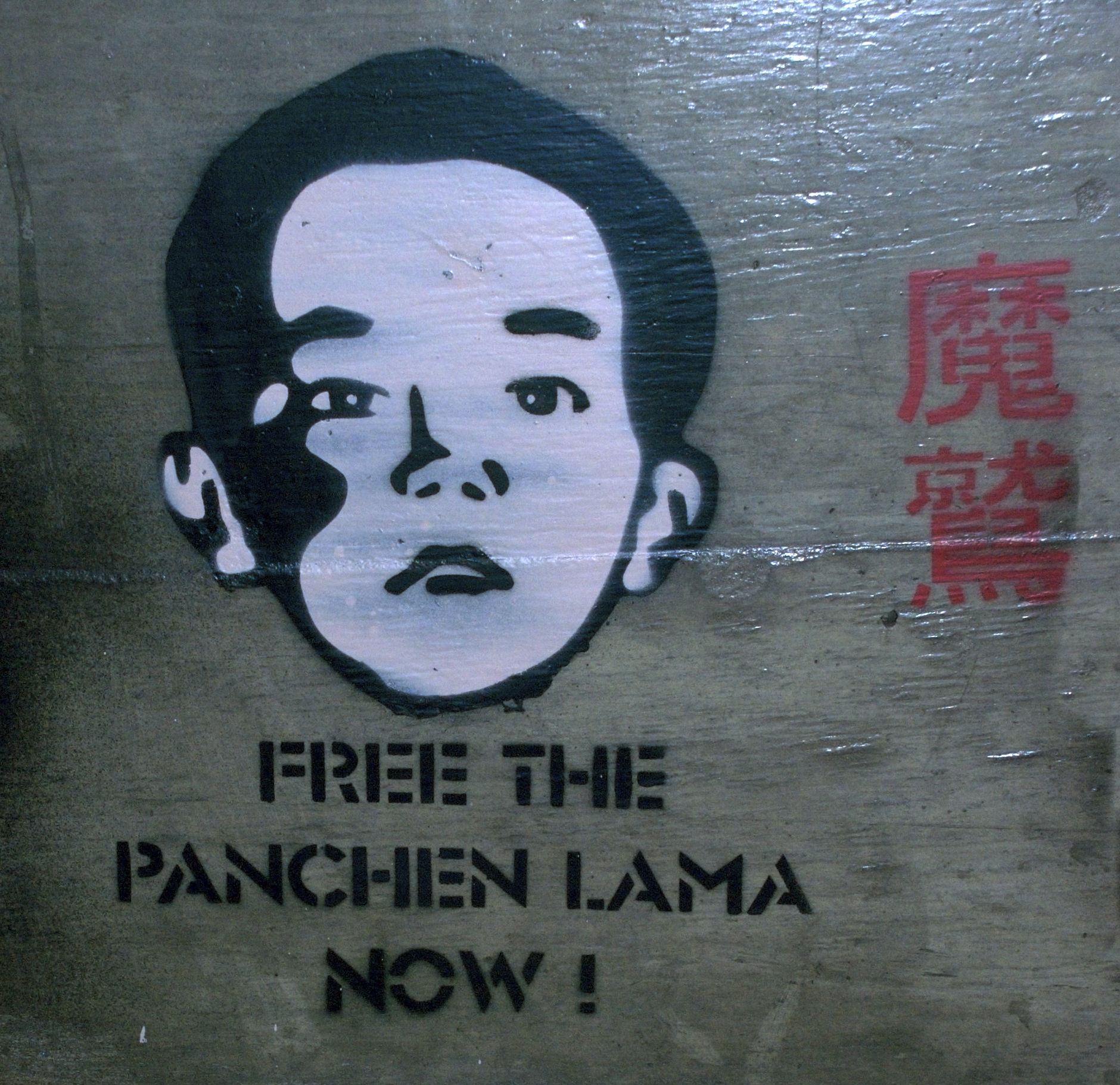
Gendun Chökyi Nyima desapareció en 1995 solo unas pocas semanas después de haber sido reconocido como el 11 ° Panchen Lama por el 14 ° Dalai Lama

Tenzin Gyatso anunció oficialmente su retiro de su papel como líder político de la Administración Central Tibetana en marzo de 2011 justo antes de las elecciones para elegir al próximo primer ministro, que se convertiría en el cargo político de más alto rango de la CTA. Había hablado de ello al menos desde 2008. En una conferencia de prensa en diciembre de 2010, afirmó que la "tradición de 400 años" del Dalai Lama de servir como líder espiritual y político ya había terminado porque desde 2001 el liderazgo político electo de la CTA ha estado llevando a cabo las responsabilidades administrativas y por lo tanto había estado en semiretiro durante una década.
El gobierno chino calificó la jubilación de "espectáculo político" y dijo que la CTA es ilegal y que cualquier movimiento no será reconocido. Kate Saunders de la Campaña Internacional para el Tíbet especula que los gobiernos que han encontrado políticamente problemático tratar con el Dalai Lama como líder político-religioso pueden ahora forjar una relación formal con él como líder puramente religioso.